# دون موراكو
دون موراكو (من مواليد 10 سبتمبر 1949) هو مصارع محترف أمريكي متقاعد. اشتهر بظهوره مع وورلد ريسلينغ فيدرايشن من 1981 إلى 1988، حيث فاز بطولة بطولة القارات للوزن الثقيل دبليو دبليو إي في مناسبتين وتوج الفائز الأول بمسابقة ملك الحلبة في عام 1985. تم ضمه في قاعة مشاهير دبليو دبليو إي صف عام 2004 وقاعة مشاهير ومتحف المصارعة المحترفة في عام 2014.